# Edouard Agneessens
Edouard Agneessens, född 24 augusti 1842 i Bryssel i Belgien, död 20 augusti 1885 i Uccle i Brabant i Belgien, flamländsk bildkonstnär. Agneessens var elev till Jean-François Portaels. Agneessens studerade vid konstskolan Académie Royale des Beaux-Arts i Bryssel. Agneessens tävlade utan framgång i Prix de Rome 1863. År 1866 debuterade Agneessens med en utställning på Salongen i Bryssel. Agneessens reste till Sankt Petersburg, där han avporträtterade kända personer, varefter han bosatte sig i Bryssel. Ett flertal av Agneessens konstverk har sålts på auktion, däribland Stilleben med blommor.

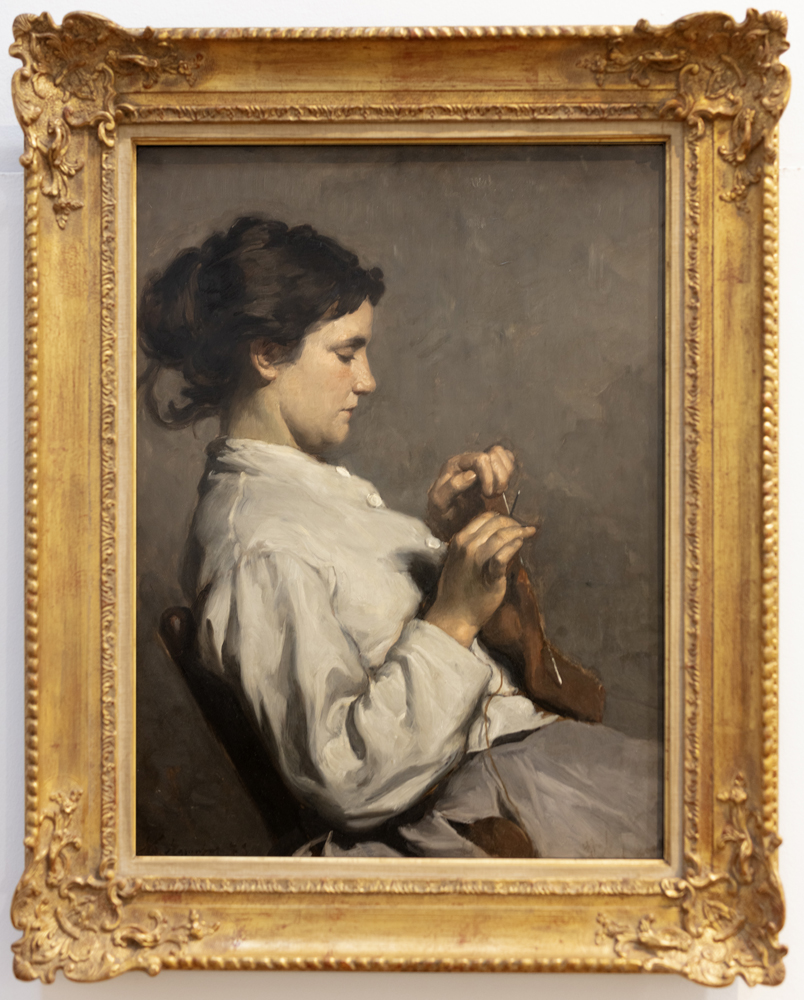
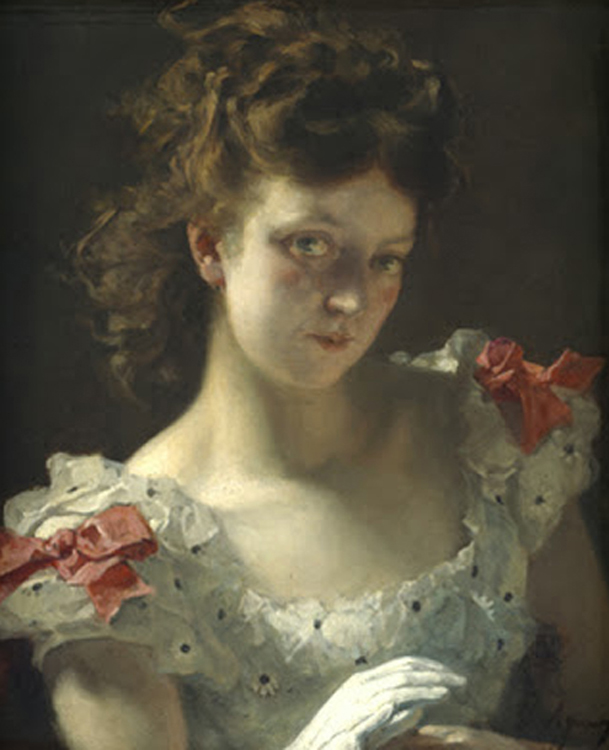
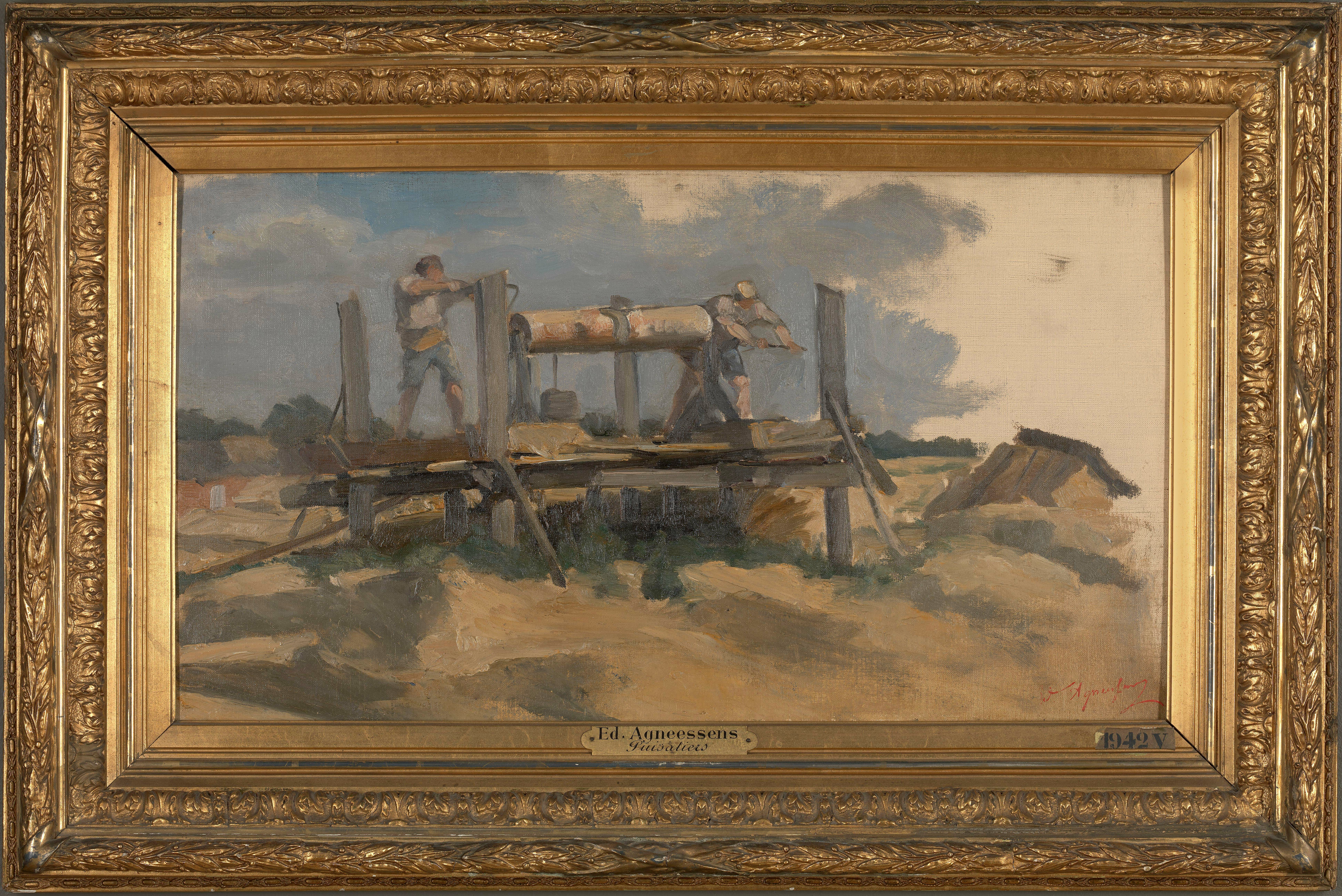
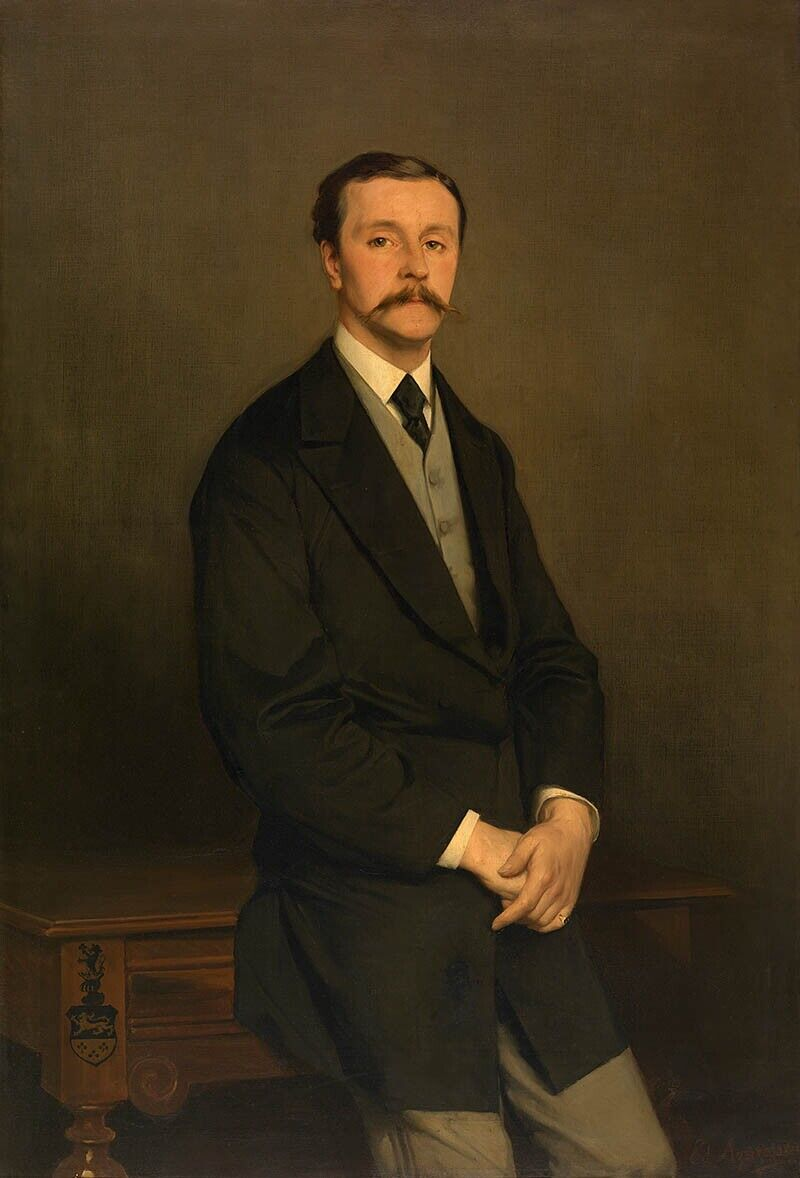
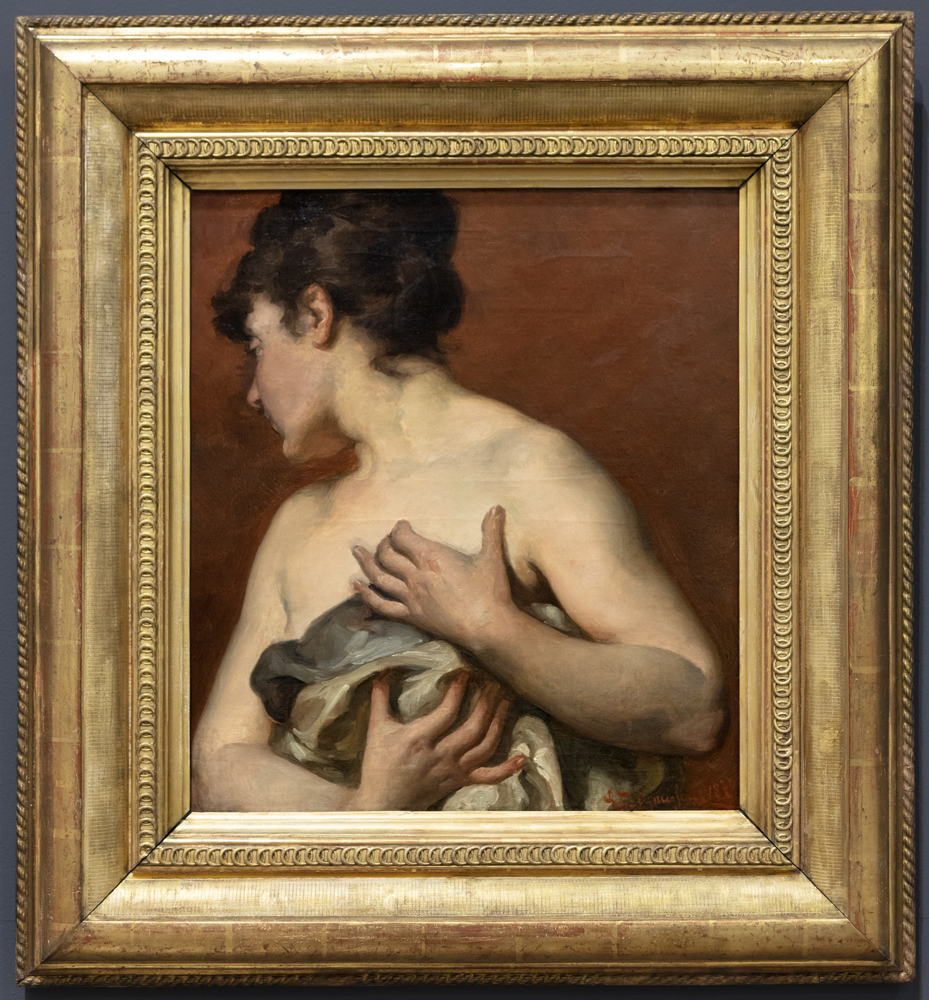